# Kıbrıs Türk Hava Yolları
Kıbrıs Türk Hava Yolları (KTHY, international auch Cyprus Turkish Airlines) war eine staatliche Fluggesellschaft in der Türkischen Republik Nordzypern mit Sitz in Istanbul und ein Tochterunternehmen der Turkish Airlines.

## Geschichte
Am 4. Dezember 1974 gründeten die Turkish Airlines und die amtierende türkisch-zyprische Regierung jeweils mit gleichen Anteilen die Fluggesellschaft Cyprus Turkish Airlines in Nikosia (Lefkoşa). Der erste Flug fand am 3. Februar 1975 statt. Im Jahr 1976 wurden Flugzeuge der Typen Douglas DC-9, Boeing 727-200 und Boeing 707 gemietet. Der erste Flug nach London erfolgte im Jahre 1981. Im Jahr 1990 wurde die Flotte durch den Kauf von zwei Boeing 727-200 erweitert. 
Im Jahr 1992 weihte die KTHY ihr neues Firmengebäude ein. 
Die Flottenvergrößerung wurde durch den Kauf von einer Boeing 727-200 1993, einem Airbus A310-200 1995 und jeweils einem weiteren Exemplar derselben 1996 und 1999 realisiert. Langzeitmietverträge wurden im Jahre 2000 für drei Boeing 737-800 im Jahre 2001 abgeschlossen. 2002 wurden die vier Boeing 727-200 verkauft. Zwei Jahre später wurden drei Airbus A321-200 Flugzeuge langfristig gemietet. 
Am 23. Juni 2010 stellte die Gesellschaft den Flugbetrieb bis auf Weiteres ein. Sechs Tage später wurde die endgültige Schließung bekannt gegeben.

## Flotte

### Flotte bei Betriebseinstellung
Bei ihrer Betriebseinstellung im Juni 2010 hatte KTHY folgende Flugzeugtypen im Einsatz:
(Stand: Juni 2010)
- 1 Airbus A320-200
- 1 Airbus A321-100
- 1 Airbus A321-200
- 4 Boeing 737-800

### Zuvor eingesetzte Flugzeuge
Vorher setzte KTHY auch folgende Flugzeugtypen ein:
- Airbus A310
- Boeing 727
- Boeing 720
- Boeing 737-200
- McDonnell Douglas MD-90